# Coralliophilinae
Sous-famille
Les Coralliophilinae sont une sous-famille de mollusques gastéropodes marins de la famille des Muricidae.

## Systématique
La sous-famille des Coralliophilinae a été créée en 1859 par le naturaliste français Jean-Charles Chenu (1808-1879).

## Liste des genres
Selon World Register of Marine Species (14 juillet 2021) :
- genre Babelomurex Coen, 1922
- genre Coralliophila H. Adams & A. Adams, 1853
- genre Emozamia Iredale, 1929
- genre Hirtomurex Coen, 1922
- genre Latiaxis Swainson, 1840
- genre Leptoconchus Rüppell, 1835
- genre Liniaxis Laseron, 1955
- genre Magilus Montfort, 1810
- genre Mipus de Gregorio, 1885
- genre Rapa Röding, 1798
- genre Rhizochilus Steenstrup, 1850

## Galerie

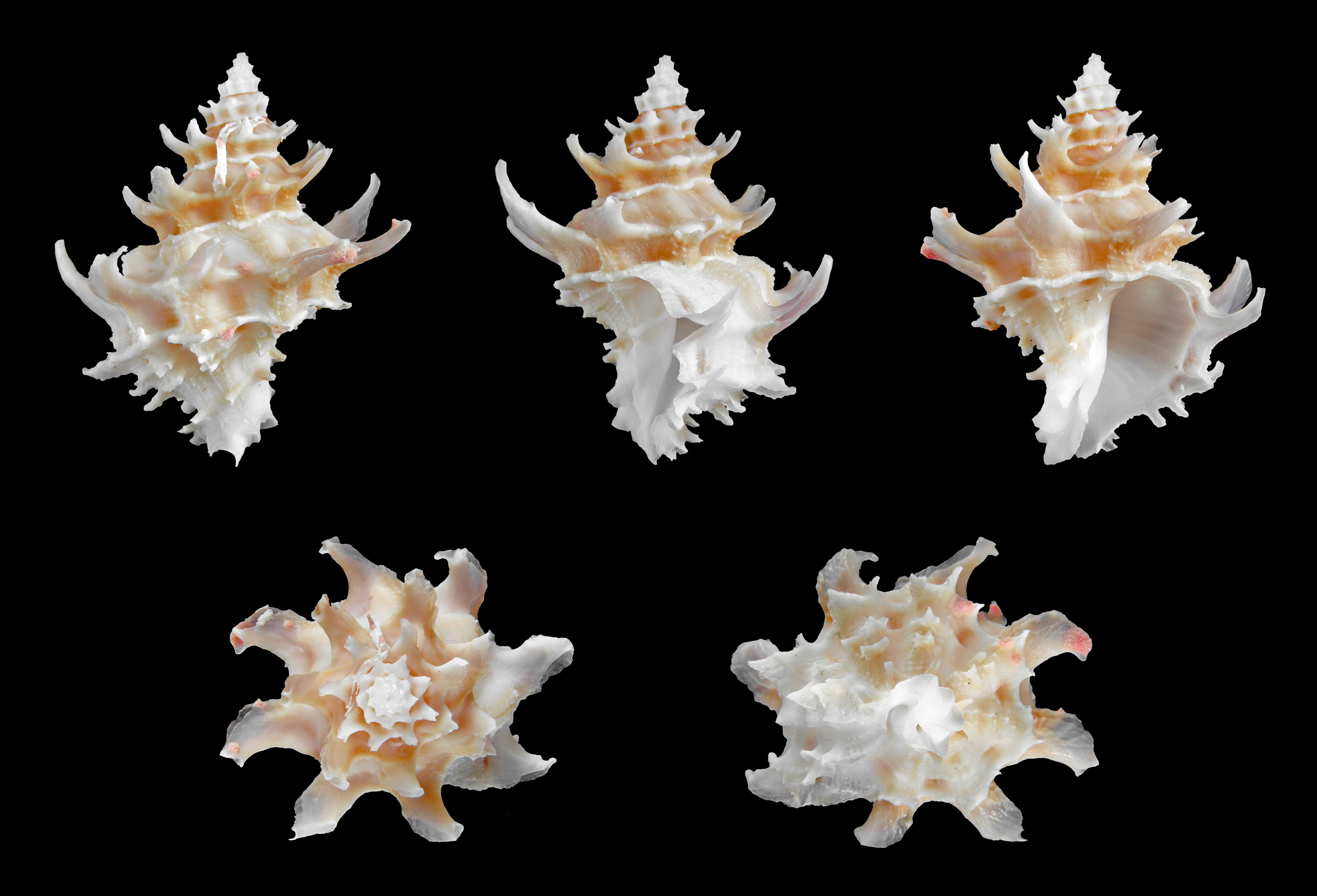
Babelomurex princeps.
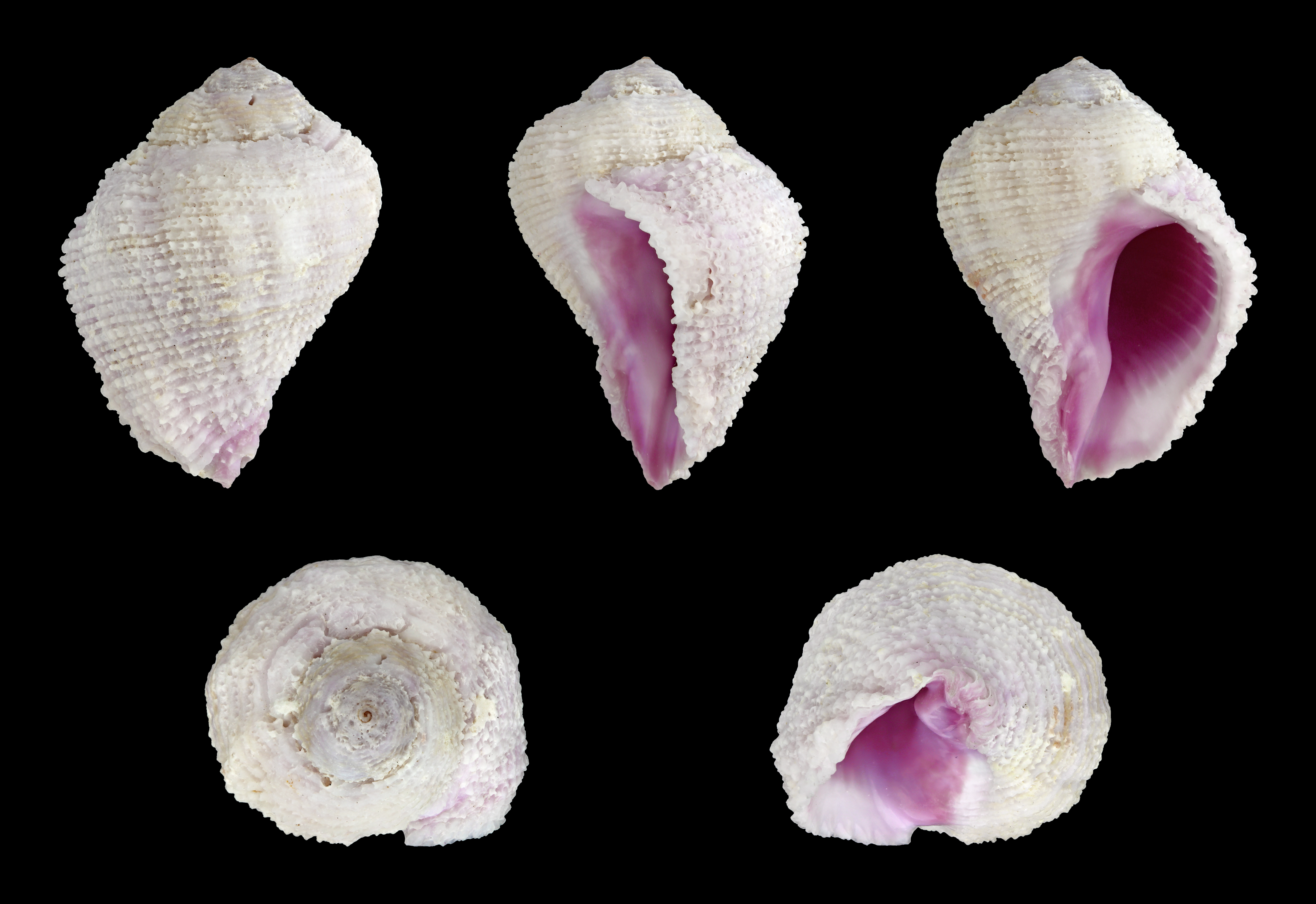
Coralliophila radula.
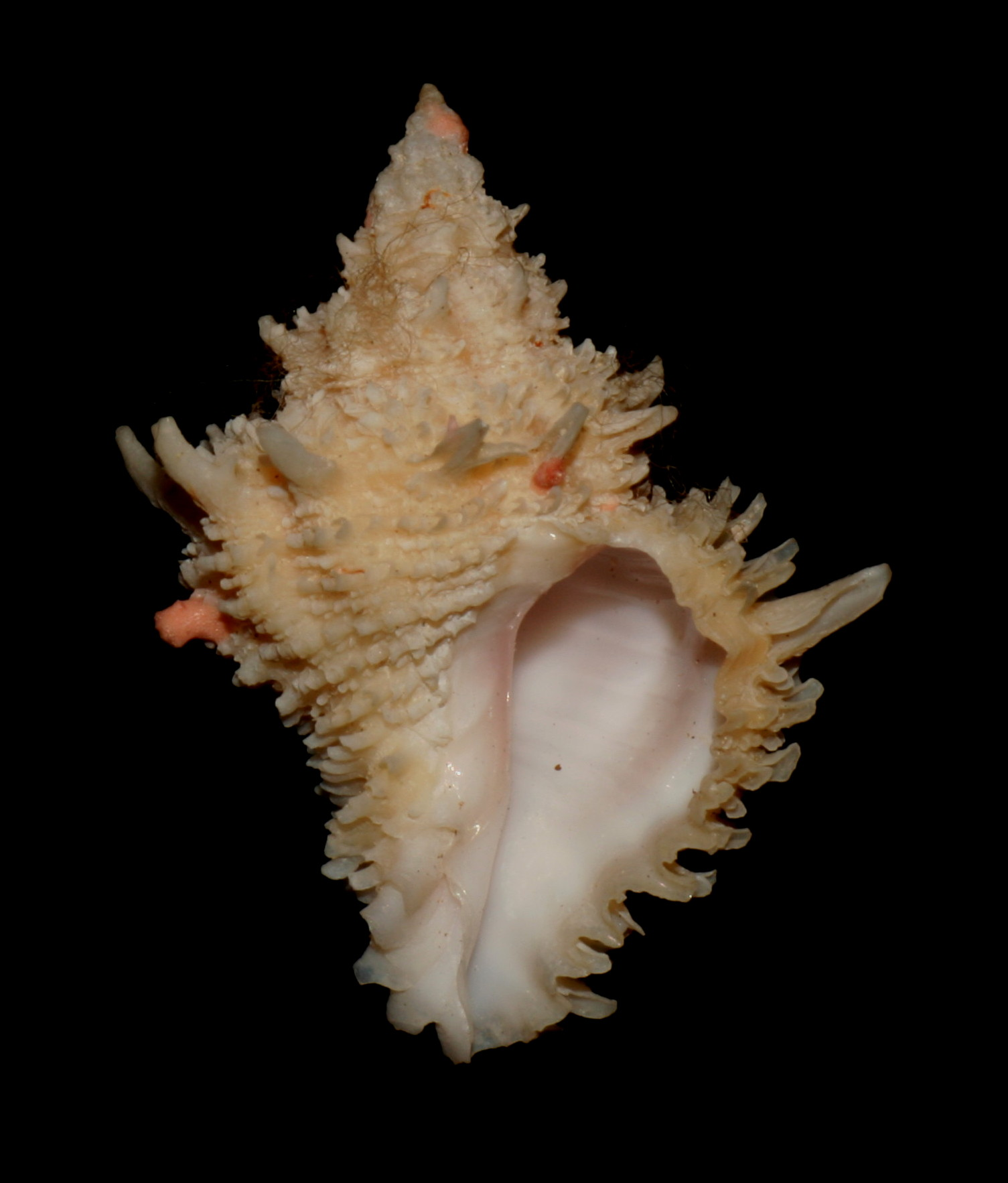
Hirtomurex winckworthi.
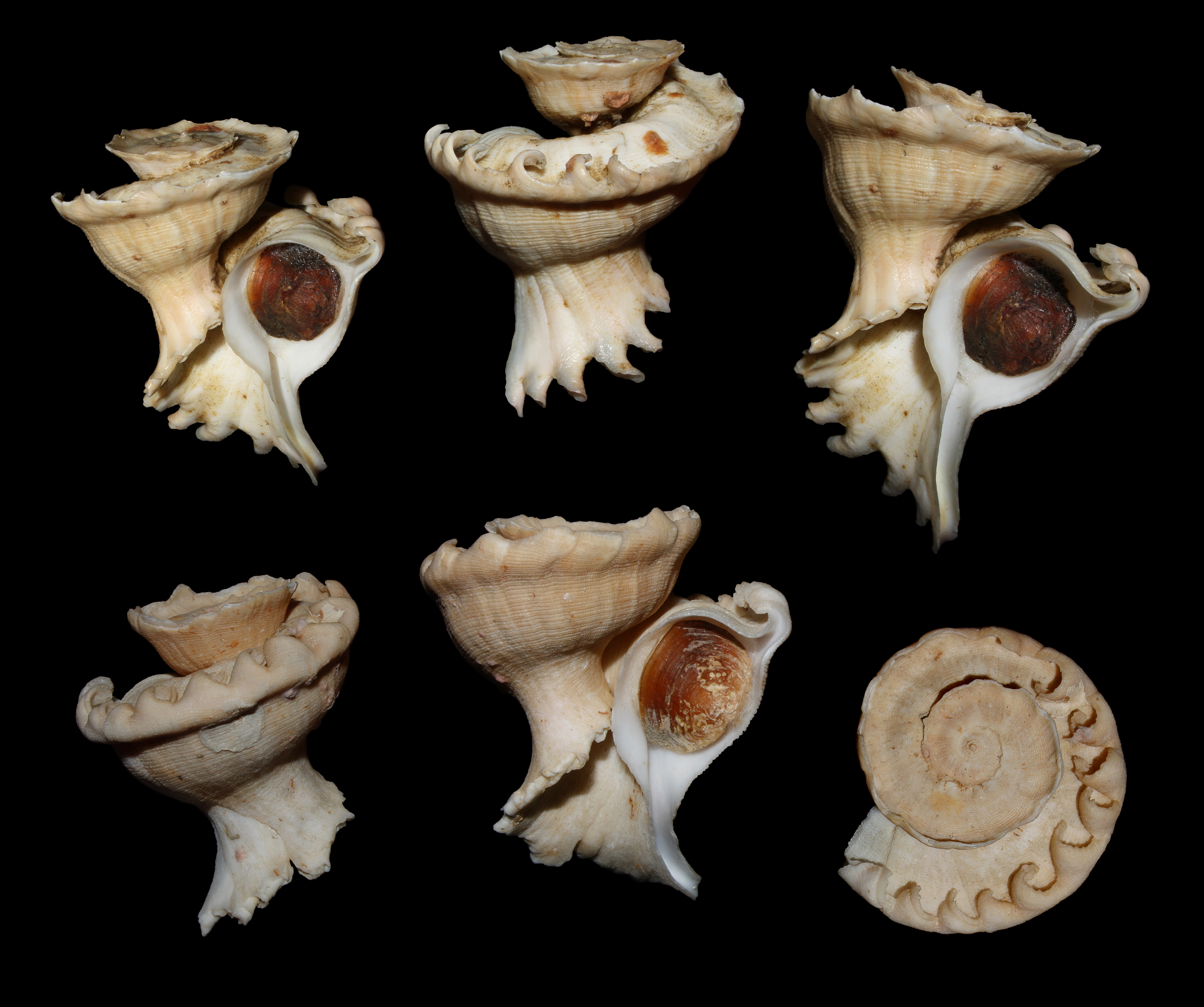
Latiaxis mawae.
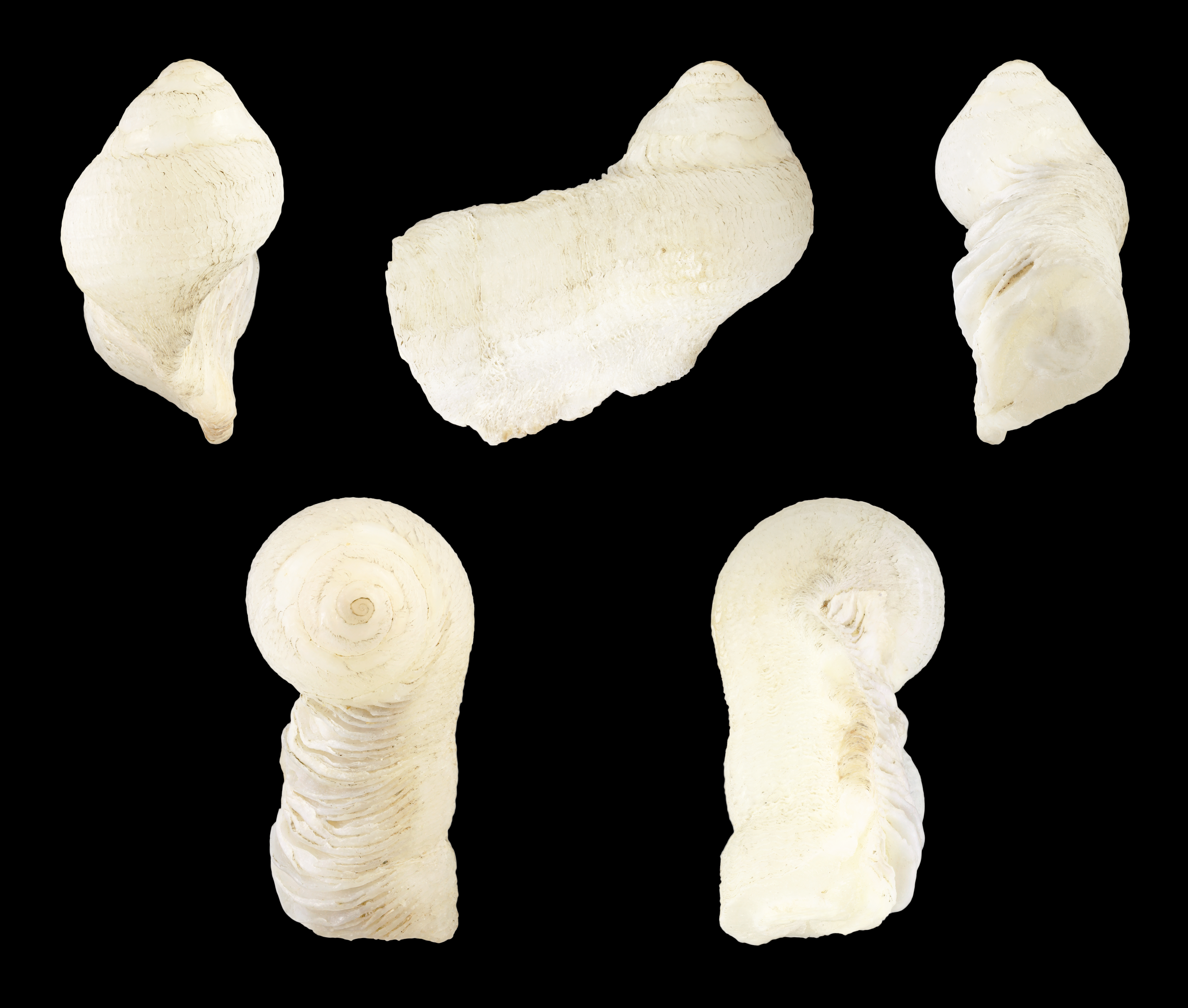
Magilus antiquus.
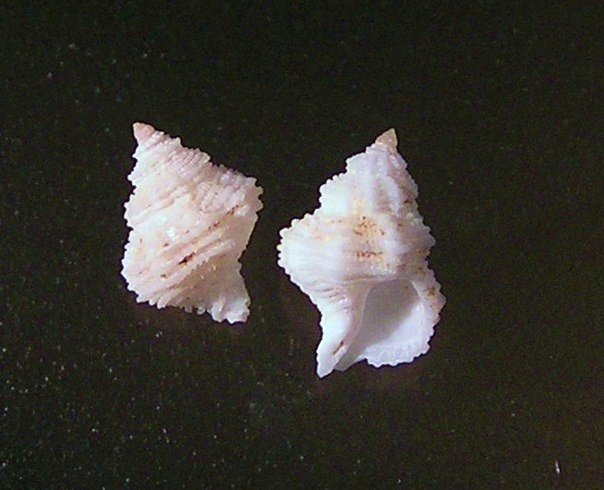
Mipus crebrilamellosus.
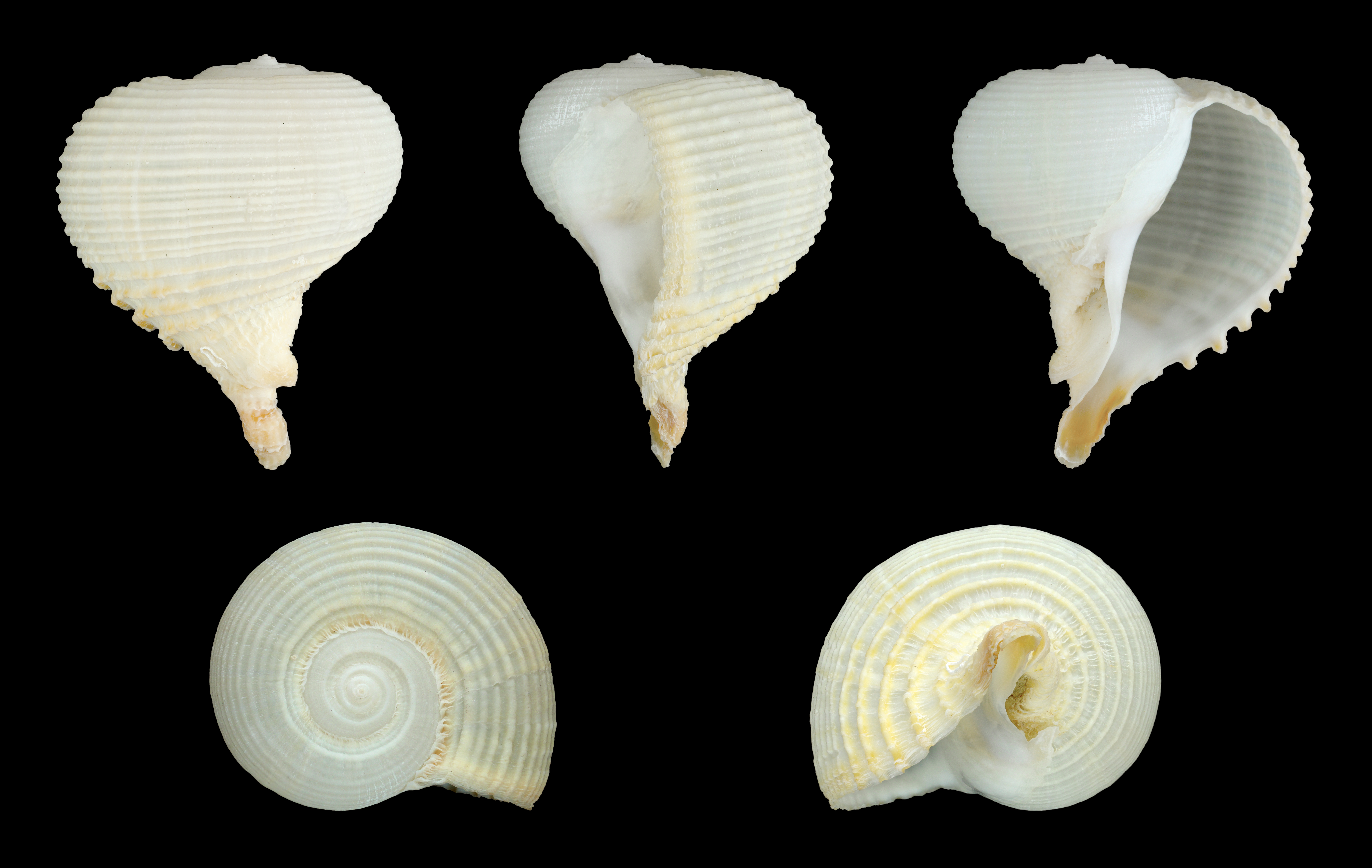
Rapa rapa.